# Francesco Colonna
Francesco Colonna (ur. 1433 (?), zm. 1527) – dominikanin, który najprawdopodobniej jest autorem książki Hypnerotomachia Poliphili czyli Polifila walka o miłość we śnie wydanej w 1499 r. w Wenecji, wydrukowanej przez Aldo Manuzio (łac. Aldus Manutius), znakomitego drukarza renesansu.
O samym Colonnie wiadomo niewiele. Żył w Wenecji, głosił kazania w bazylice św. Marka. Jest pewne, że poza Hypnerotomachia Poliphili napisał poemat pt. Delfili Somnium czyli Sen Delfila, jednak nie został opublikowany za jego życia. Pierwsza publikacja tego poematu miała miejsce dopiero w 1959 r.

Colonna część swojego życia spędził w klasztorze św. Jana i św. Pawła w Wenecji, jednakże klasztor ten nie spełniał jego wymagań i Colonna dostał pozwolenie na opuszczenie i życie poza jego murami.

W książce Iana Caldwella i Dustina Thomasona pt. Reguła czterech, autorzy przypuszczają, że Francesco Colonna jest raczej rzymianinem oraz że jest rzeczywiście prawdziwym autorem Hypnerotomachia Poliphili.